# Orobanche flava
Espèce
Orobanche flava (l'orobanche jaune clair) est une espèce de plantes herbacées parasites, sans chlorophylle, de la famille des Orobanchacées.